# 蔚山文殊足球競技場
蔚山文殊足球競技場（：／ Uisan Munsu Chukgu Gyeonggijang）是一個位於韓國蔚山广域市的一個足球場。這亦是2002年世界盃的其中一個比賽場地。比賽完結後，球場成為了K聯賽球隊蔚山現代的主場。

## 設計
主體育場的外觀以蔚山的代表市鳥－鶴，的形象建成。象徵著21世紀，向著環太平洋飛躍的蔚山。建築柱體都有透過鋼筋與伸縮線路強化保安。整體構造除了安全，還透過仿蔚山知名－盤龜臺岩刻畫，其中的鯨魚骨架來打造鋼架，更具蔚山的歷史象徵。體育場夜間照明設施上半部亦仿造新羅時期的王冠，給人華麗又具意義的感受。

## 外部連結
- 蔚山文殊足球競技場 （页面存档备份，存于） 